# Boleyn Ground
Boleyn Ground, thường được gọi là Upton Park, là một sân vận động bóng đá cũ nằm ở Upton Park, Đông Luân Đôn. Đây là sân nhà thuộc sở hữu của West Ham United từ năm 1904 đến năm 2016, sau đó được câu lạc bộ bán lại cho chính quyền địa phương để giải phóng mặt bằng cho dự án phát triển mới.
Sân vận động này cũng được Charlton Athletic sử dụng làm sân nhà trong một thời gian ngắn vào đầu thập niên 1990 khi câu lạc bộ gặp khó khăn về tài chính. Sức chứa của sân vận động lúc đóng cửa là 35.016 chỗ ngồi.
Từ mùa giải 2016-17, West Ham thi đấu các trận đấu trên sân nhà của đội tại Sân vận động Luân Đôn ở Stratford gần đó. Trận đấu chuyên nghiệp cuối cùng diễn ra tại Boleyn Ground là vào ngày 10 tháng 5 năm 2016, khi West Ham giành chiến thắng 3–2 trước Manchester United tại Premier League.

## Các sự kiện khác

### Các trận đấu quốc tế
| 12 tháng 12 năm 2002 Giao hữu | U-20 Anh | 0-2 | U-20 Thụy Sĩ                          | Luân Đôn                                           |  |
| 19:45 BST                     |          |     | Nicolas Weber 44' · Yassin Mikari 88' | Sân vận động: Boleyn Ground Lượng khán giả: 11,000 |  |

| 12 tháng 2 năm 2003 Giao hữu | Anh                 | 1–3 | Australia                                               | Luân Đôn                                                                                     |  |
| 20:15 BST                    | Francis Jeffers 69' |     | Tony Popovic 17' · Harry Kewell 41' · Brett Emerton 83' | Sân vận động: Boleyn Ground Lượng khán giả: 34,590 Trọng tài: Manuel Enrique Mejuto González |  |

| 12 tháng 11 năm 2014 Giao hữu | Argentina                                     | 2-1 | Croatia           | Luân Đôn                                              |  |
| 19:45 BST                     | Cristian Ansaldi 49' · Lionel Messi 59 (pen)' |     | Anas Sharbini 11' | Sân vận động: Boleyn Ground Trọng tài: Andre Marriner |  |